# 陳淇
陳淇，福建建宁府政和县人，明朝政治人物、進士出身。
洪武十七年，福建甲子科鄉試中舉。洪武十八年，登丁丑科會試中進士，授翰林庶吉士。